# Istituto superiore di aviazione civile di Ul'janovsk

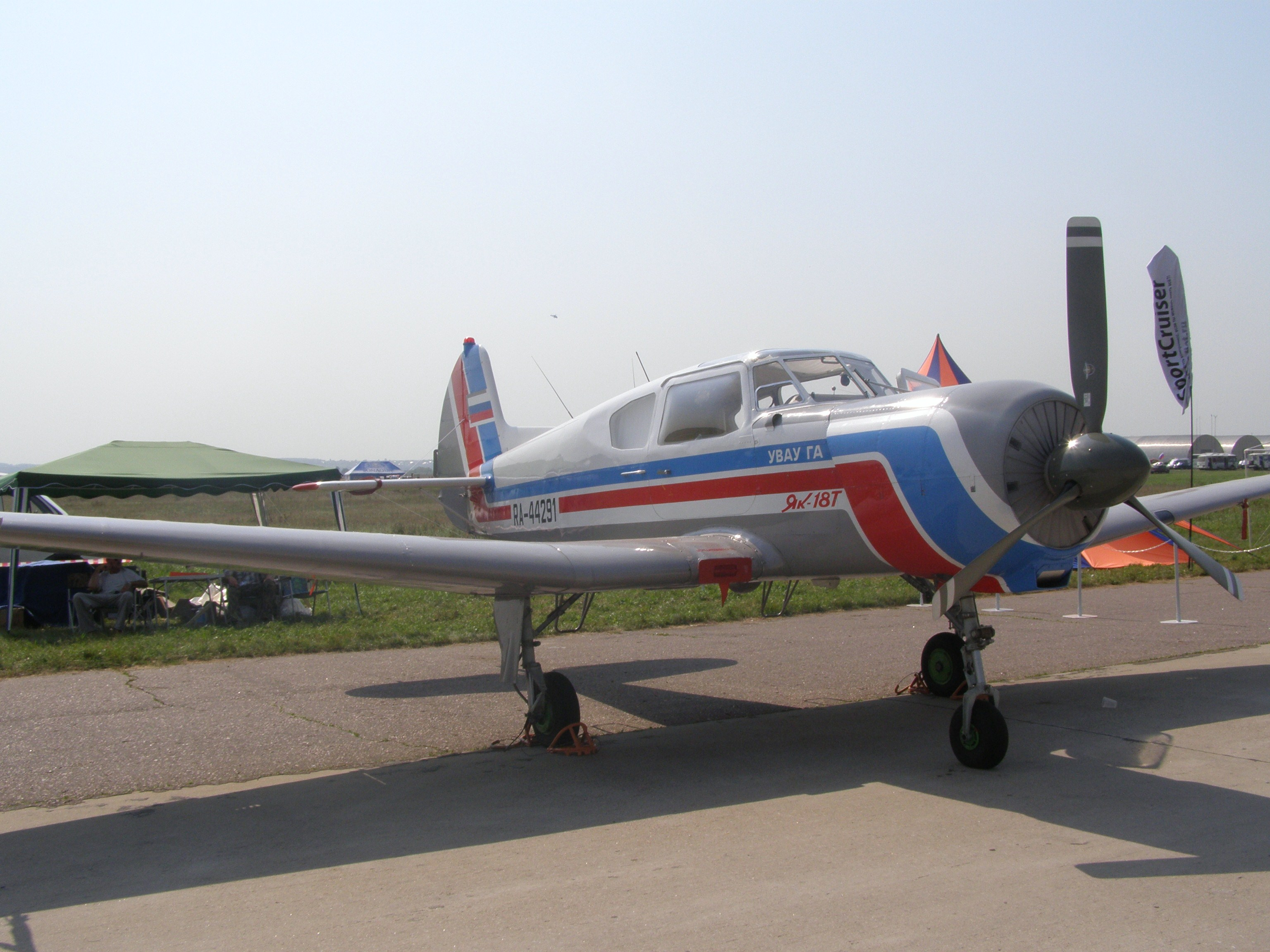
Yakovlev Yak-18T/36 nella livrea UHCAS.

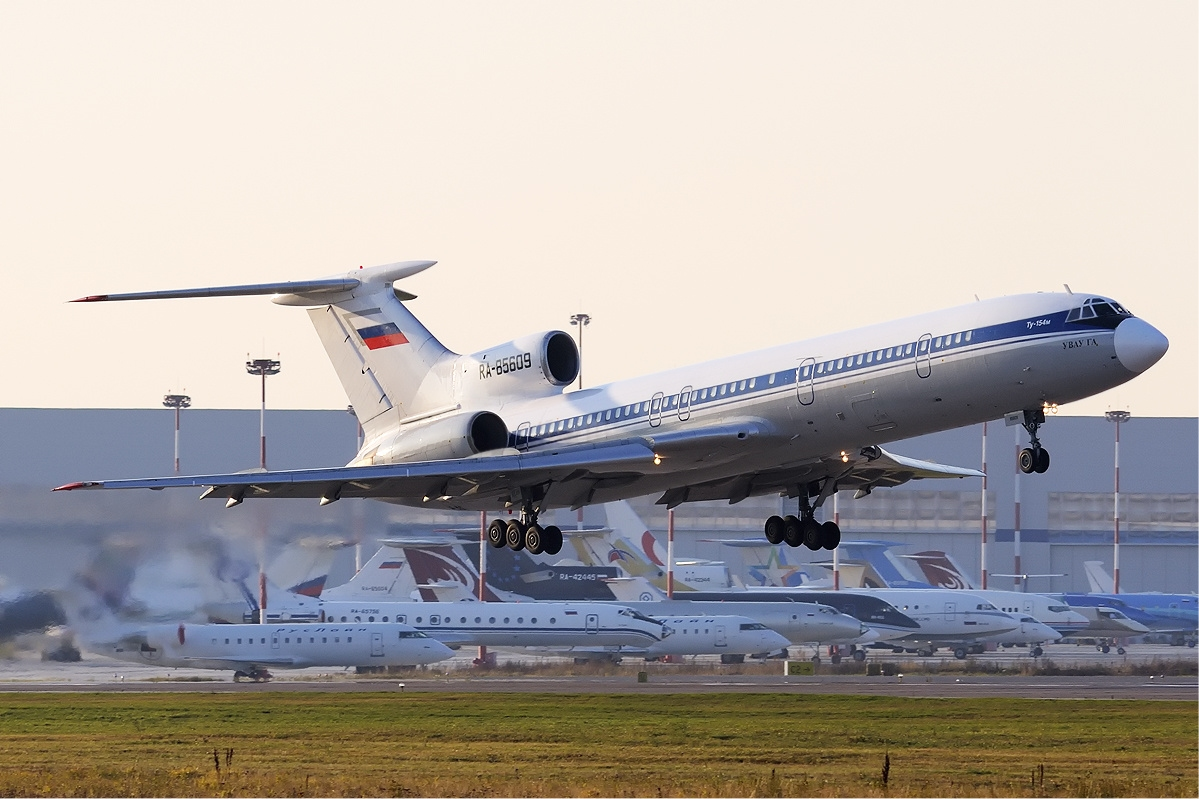
Tupolev Tu-154M nella livrea UHCAS.

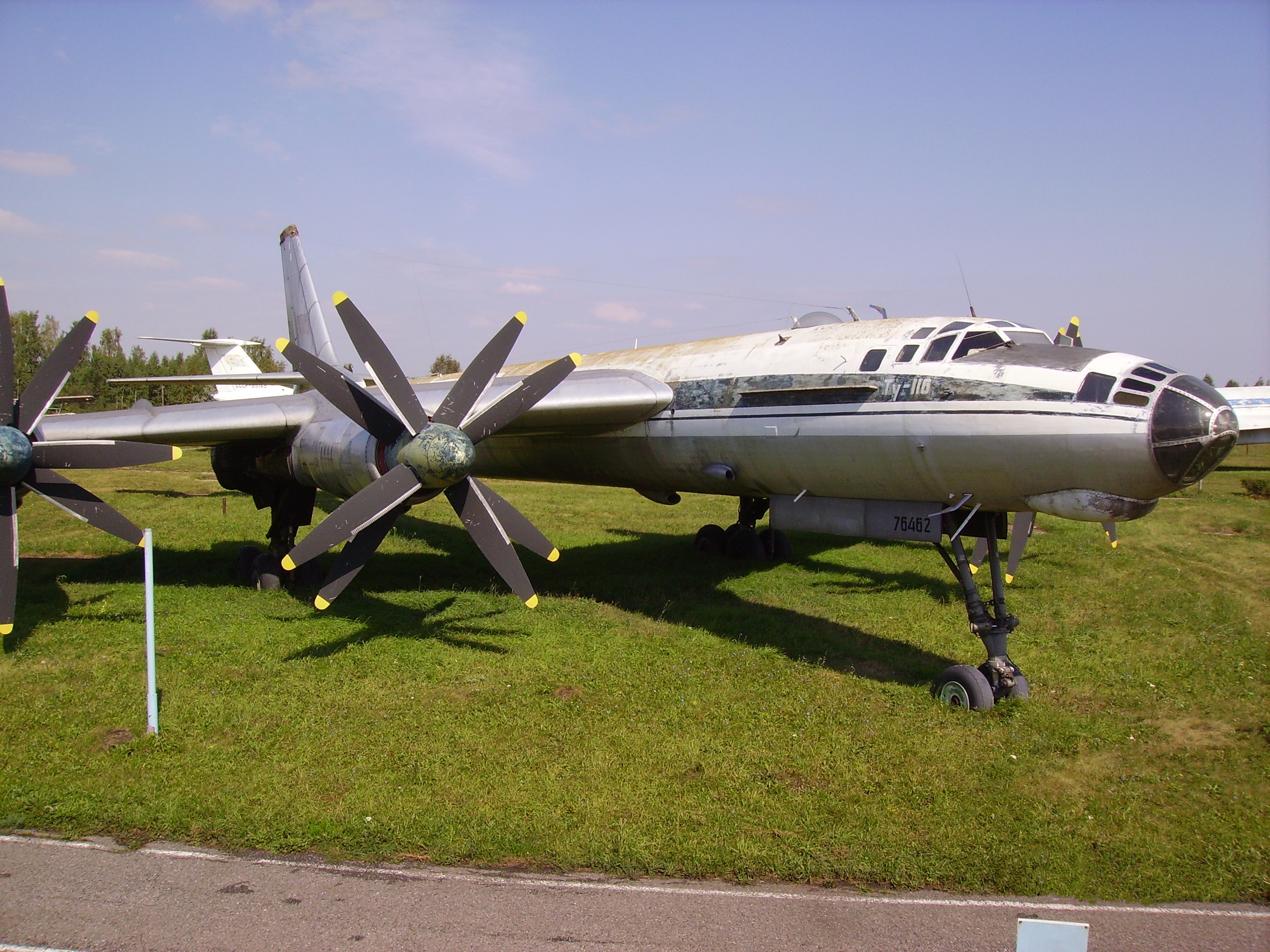
Tupolev Tu-116 al Principale Museo della Storia dell'Aviazione Civile della Russia, Ul'janovsk.

L'Istituto superiore di aviazione civile di Ul'janovsk (in russo Ульяновское высшее авиационное училище гражданской авиации?, anche UHCAS dall'acronimo inglese) è una compagnia aerea russa statale che si occupa di preparazione dei piloti per l'aviazione civile.

## Strategia
L'istituto di Ul'janovsk prepara il personale delle compagnie aeree russe e degli aeroporti russi.
Dal 1997 al 2003 sono stati preparati 618 piloti dell'aviazione civile.

## Dati tecnici
La compagnia aerea ha la sua base tecnica all'aeroporto di Ul'janovsk-Barataevka, nella Russia europea. Ha inoltre tre filiali a Krasnyj Kut, Sasovo e Kalačinsk.

## Flotta
All'aeroporto di Ul'janovsk-Barataevka alla base tecnica principale dell'istituto si basano i seguenti velivoli:
- 1 Antonov An-2
- 2 Antonov An-26B
- 9 Diamond DA42
- 3 Myasishchev M-101T
- 1 Tupolev Tu-154B-2
- 2 Tupolev Tu-154M
- 10 Yakovlev Yak-18T
- 17 Yakovlev Yak-18T/36
- 3 Yakovlev Yak-40

All'aeroporto di Kalačinsk nella filiale della UHCAS di Omsk si basano gli elicotteri:
- 9 Mil Mi-8T
- 1 Mil Mi-171

All'aeroporto di Krasnyj Kut nella filiale della UHCAS di Oblast' di Saratov si basano i seguenti velivoli:
- 25 Antonov An-2
- 6 Yakovlev Yak-18T/36
- 2 Let L 410UVP-E20

All'aeroporto di Sasovo nella filiale della UHCAS di Oblast' di Rjazan' si basano i seguenti velivoli:
- 21 Antonov An-2
- 3 Let L 410UVP-E20
- 1 Yakovlev Yak-18T/32
- 15 Yakovlev Yak-18T/36

## Flotta storica
Nel Principale Museo della Storia dell'Aviazione Civile della Russia che fa parte dell'Istituto Superiore dell'Aviazione Civile di Ul'janovsk sono presenti 28 aerei tra i quali l'unico esemplare al mondo di un Tupolev Tu-116 (la modificazione civile del 1955 di un Tupolev Tu-95 per il Governo dell'URSS che permetteva i voli di 24 passeggeri sul raggio di 11600 km), uno dei pochi esemplari di un Ilyushin Il-62M, Ilyushin Il-86/87, Ilyushin Il-76TD, Tupolev Tu-144, Tupolev Tu-104, Tupolev Tu-124, ANT-4.

## Accordi commerciali
- Gazpromneft'-Aero[1]
- Oxford Aviation Academy[2]